# Pterocarpus

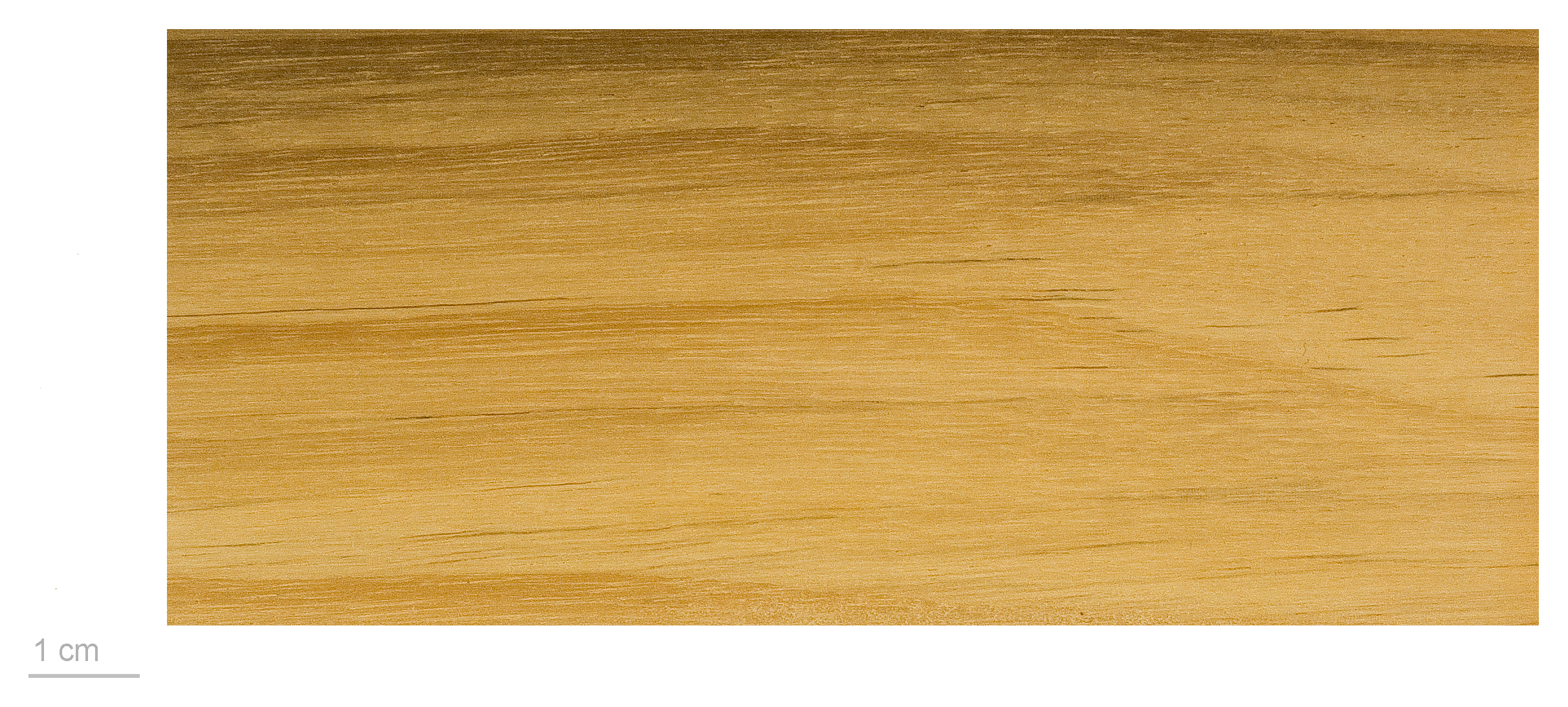
Pterocarpus officinalis

Pterocarpus é um género botânico pertencente à família Fabaceae.
1. ↑  «Pterocarpus — World Flora Online». www.worldfloraonline.org. Consultado em 19 de agosto de 2020